# ダブルエー・ホールディングス
株式会社 ダブルエー・ホールディングスは、東京都新宿区西新宿に本社を置いていたベンチャー企業である。
2024年2月14日に東京地方裁判所から破産手続開始決定を受け、同年9月9日に法人格が消滅した。

## 事業展開
1. コンサルティング事業
  - ベンチャー企業や特定非営利活動法人（NPO）、労働者協同組合などのコミュニティ・ビジネスなどの起業・開業や、新商品開発
2. 社会・文化貢献事業
  - 一般社団法人・市民講座運営委員会、日本文化トラスト協同組合に加盟。
  - 自社主催の「WAアート支援プログラム」の開催
3. 環境関連事業
  - 自然エネルギー（風力発電、太陽光発電）
  - 全固体シリコン二次電池、非常用空気亜鉛電池の製造・販売・開発（エイターナスなど）